# (1328) Devota
(1328) Devota ist ein Asteroid des Hauptgürtels, der am 21. Oktober 1925 vom russischen Astronomen Beniamin Pawlowitsch Schechowski in Algier entdeckt wurde.
Der Name ist abgeleitet von Fortunato Devoto, einem Freund des Entdeckers und Präsident des nationalen Rates für Observatorien in Argentinien.